# 강기화
강기화(1983년 12월 14일 ~ )는 대한민국의 배우, 각본가이다.

## 학력
- 한양대학교 연극영화학과

## 연기 활동

### 드라마
- 1996년 KBS1 대하드라마 《용의 눈물》 ... 아지 역
- 1997년 EBS 청소년드라마 《감성세대》 ... 다현 역 (특별출연)
- 1998년 SBS 단막극 《70분 드라마 - 집에 가는 길》
- 1998년 SBS 주간시트콤 《뉴욕스토리》
- 1998년 MBC 금요드라마 《육남매》 ... 희수 역
- 1998년 MBC 일일시트콤 《남자 셋 여자 셋》
- 1998년 MBC 코미디드라마 《여자 대 여자》
- 1998년 KBS1 대하드라마 《왕과 비》
- 1998년 SBS 주말극장 《로맨스》 ... 미미 역
- 1999년 EBS 청소년드라마 《네 꿈을 펼쳐라》 ... 민지원 역
- 1999년 SBS 미니시리즈 《크리스탈》 ... 영주 역
- 2000년 MBC 주간시트콤 《세 친구》
- 2000년 KBS1 청소년드라마 《학교 3》 ... 정아 역 (특별출연)
- 2000년 KBS2 월화드라마 《가을동화》
- 2001년 KBS2 아침드라마 《동서는 좋겠네》 ... 윤수경 역
- 2001년 EBS 청소년 단막극 《학교이야기》
- 2008년 SBS 수목드라마 《불한당》 ... 김연아 역
- 2010년 SBS 수목드라마 《산부인과》 ... 고준희 역 (특별출연)
- 2010년 SBS 월화드라마 《닥터 챔프》 ... 고은미 역
- 2011년 MBC 월화드라마 《짝패》
- 2012년 KBS2 수목드라마 《각시탈》 ... 마사코 역
- 2012년 SBS 아침연속극 《너라서 좋아》 ... 엄혜라 역
- 2013년 OCN 일요드라마 《특수사건 전담반 TEN 2》 ... 이지수 역
- 2014년 OCN 일요드라마 《귀신 보는 형사 처용》 ... 민주연 역
- 2014년 SBS 수목드라마《내겐 너무 사랑스러운 그녀》 ... 윤주 역

### 영화
- 1996년 《7 악동》 ... 유관순 역
- 1999년 《정》 ... 순이 역
- 2003년 《4인용 식탁》 ... 강영서 역
- 2004년 《분신사바》 ... 이영민 역
- 2005년 《B형 남자친구》
- 2006년 《길》 ... 김신영 역
- 2006년 《청춘만화》 ... 지망생 역
- 2006년 《무도리》 ... 슬기 역
- 2011년 《체포왕》 ... 혜진 역
- 2013년 《앵두야 연애하자》 ... 이윤진 역
- 2014년 《여행의 묘미》 ... 강기화 역
- 2014년 《마녀》 ... 민주 역

## 극본
- 2015년 네이버 TV 웹드라마 《투 비 컨티뉴드》
- 2015년  웹드라마 <시크릿 메세지>